# 월정초등학교 (경북)
월정초등학교는 대한민국 경상북도 청송군 현서면 도리에 있었던 초등학교이다.

## 연혁
- 1935년 4월 1일 화목공립보통학교 부설 월정간이학교 설립 인가 및 개교
- 1938년 4월 1일 화목공립심상소학교 부설 월정간이학교 개편
- 1941년 4월 1일 화목공립국민학교 월정분교 개편
- 1943년 4월 30일 국민학교 승격 인가
- 1943년 5월 1일 월정공립국민학교 승격 분리
- 1953년 4월 27일 교지 이전
- 1984년 2월 1일 병설유치원 개원
- 1996년 3월 1일 월정초등학교 개편
- 2002년 2월 20일 제54회 졸업식(누계: 2,623명)
- 2002년 3월 1일 폐교 및 화목초등학교 통폐합

## 폐교 이후
폐교 이후 서예가 김수홍이 2002년에 청송교육지원청으로부터 월정초등학교 터를 임대 받아 청송문화학교가 들어왔다.